# Uboldo
Uboldo (Ubòld in dialetto locale, AFI: [yˈbɔlt]) è un comune italiano di 11 003 abitanti della provincia di Varese in Lombardia.

## Geografia fisica
Uboldo è situato nell'appendice sud-orientale della provincia di Varese, il suo territorio, che presenta un andamento pianeggiante, è di origine alluvionale.
Dal punto di vista litologico è per buona parte sabbioso-ghiaioso e quindi permeabile; una porzione minore è invece di natura argillosa e quindi umida in superficie. Una parte del territorio è ricoperta da boschi, con prevalenza delle robinie. Il comune è attraversato dal Bozzente, il cui percorso attuale risale al 1753, quando il torrente fu deviato per allontanarlo dal paese, cui recava danni frequenti con i suoi straripamenti.

## Storia
L'abitato è caratterizzato da un nucleo antico di forma ellittica e struttura compatta, agglomerato attorno a due piazze, collegate fra loro da un asse viario principale; esso è situato eccentricamente nell'area sud-orientale del territorio comunale. A distanze variabili tra i due e i quattro chilometri dal centro storico vi sono quattro rioni periferici, originati dalle cascine denominate rispettivamente Girola, Soccorso, Malpaga (tutti e tre verso nord) e Regosella (verso sud).
Il comune di Uboldo fu ricostituito nel 1950, staccandosi da Saronno, a cui era stato aggregato nel 1927.
I ritrovamenti archeologici avvenuti in questa zona, consistenti in sepolture di incinerati e in vari oggetti, sono stati attribuiti all’epoca di transizione celtico-romana e a quella romana imperiale; la loro ubicazione è comunque alquanto periferica, vale a dire nei pressi delle cascine Soccorso e Malpaga e quindi ad occidente dell’attuale abitato. Quest'ultimo rivela invece, con il suo impianto planimetrico, un'origine medioevale. Anche il toponimo, derivante forse dal nome personale Ugobaldo, è riferibile all’epoca longobarda o addirittura a Ud-bald che in lingua germanica vuol dire "possesso con fortezza": ad ogni modo il toponimo non si può far risalire a qualche radice latina.
Il loco Ugoboldo viene citato per la prima volta in un'iscrizione lapidea conservata presso la basilica milanese di S. Ambrogio, relativa ad una donazione di terre. Pergamene notarili redatte tra la fine del XII e l'inizio del XIII secolo attestano che Uboldo era già in quel periodo un comune con propri consoli, nel quale erano presenti come signori di districtus i De Crivellis, che all’inizio del '200 intrapresero controversie giurisdizionali contro i consoli stessi, nei cui confronti fecero valere determinati privilegi come si ricava da una pergamena del 1196. Attorno ai De Crivellis gravitavano i districtabiles, cioè liberi signori che però avevano il dovere di assolvere alcuni obblighi perso la nobile famiglia.
Diverse furono le famiglie potenti di Uboldo, quella dei Crivelli è indubbiamente la più antica, testimoniata fin dal 1117 quando Ugo Crivelli, uboldese, fu nominato console di Milano. Da lui discende Uberto che fu arcivescovo di Milano e successivamente eletto papa col nome di Urbano III nel 1185. In epoca moderna ai Crivelli successero, come signori di Uboldo, i Villani.
In epoca borromaica Uboldo ricevette le visite pastorali di Francesco Cardano nel 1566 e di Carlo Borromeo nel 1583; la sua chiesa venne eretta in parrocchiale proprio in quel periodo. Nel 1623 Filippo IV re di Spagna concesse le terre di Uboldo in feudo ai Crivelli; dopo la morte dell'ultimo membro della famiglia, all’inizio del '700, esse passarono ai Villani, che ne rimasero in possesso fino alla soppressione del feudo nel 1832.
Il comune di Uboldo subisce una trasformazione in senso industriale agli inizi del nostro secolo: dal telaio a mano diffuso nelle famiglie di contadini-tessitori ad opera di imprenditori-commercianti si arriva nel 1908 all'insediamento del Cotonificio Poss, che sorgeva nel luogo dell'attuale parco di via A. M. Ceriani; importante per numero di occupati, chiuse alla fine degli anni '60 ed i suoi edifici furono quasi totalmente demoliti. Nel secondo dopoguerra si installarono in Uboldo industrie di rilievo quali: la dolciaria Lazzaroni nel 1956, la Contardo (impianti di refrigerazione e riscaldamento) nel 1963, la Pollastri Officine (apparecchi metallici per sollevamento e trasporto) nel 1951, e l'Acciaierie Ferrieri Malpaga.
I 4 400 abitanti del 1950 salirono a 5 350 nel '60, a 6 600 nel 1965 per arrivare ai 9 500 attuali. Come si vede, gli anni Sessanta ed i successivi hanno registrato un forte incremento demografico per l'immigrazione, soprattutto da Veneto, Sardegna e Campania di manodopera per l'industria locale.
Tra i personaggi illustri che ebbero i natali ad Uboldo ricordiamo monsignor Antonio Maria Ceriani (1828–1927), prefetto della Biblioteca Ambrosiana di Milano e maestro di papa Pio XI, fra le cui opere ricordiamo la raccolta Monumenta Sacra et Profana e l'edizione del Codice Ambrosiano della Iliade dipinta. L'orientalista Giovanni Battista Rampoldi (1761-1836), che viaggiò a lungo in Grecia, Turchia, Arabia, Siria ed Egitto, paesi in cui maturò il proposito di scrivere gli Annali musulmani: dodici volumi pubblicati nel quinquennio 1822-26, che unitamente ad un Manuale di cronologia universale, una Corografia dell'Italia e un Dizionario degli uomini illustri rappresentano tutta la produzione dello studioso.

### Simboli
Lo stemma e il gonfalone del comune di Uboldo sono stati concessi con decreto del presidente della Repubblica del 25 ottobre 1994.
Il gonfalone è un drappo partito azzurro e di bianco.

## Monumenti e luoghi d'interesse

### Chiesa dei Santi Pietro e Paolo
Al centro del paese sorge la chiesa parrocchiale dei Santi Pietro e Paolo, eretta in forme pseudobasilicali nel 1955 su progetto della Scuola Beato Angelico di Milano; l'edificio sorge sul luogo più antico di culto cristiano, ascrivibile al XII secolo, dove si susseguirono vari edifici che mantennero la medesima intitolazione. All'interno sono conservati dipinti e sculture provenienti dalla chiesa preesistente: nella parte sinistra del transetto troviamo una Madonna del latte con san Sebastiano e san Giacomo di scuola luinesca, una Madonna in gloria con puttini del Legnanino proveniente dall'oratorio dei SS. Cosma e Damiano, la Predicazione di S. Pietro di Luigi Conconi (1840), una Deposizione di Luigi Morgari e, infine, un frammento dell'affresco, sempre del Morgari, raffigurante la Fuga in Egitto (1898) e proveniente dalla tomba di mons. Castelletti, già parroco di Uboldo. A fianco dell'altare maggiore, in una cappellina appositamente ricavata da questo lato del transetto, si trova la statua della Madonna del Rosario , proveniente dall'oratorio dei SS. Cosma e Damiano, in legno di rovere, opera di Giacomo Lepora su disegno del Legnanino. Nella parte destra del transetto sono visibili un dipinto del Conconi raffigurante Saulo folgorato sulla via di Damasco; una Crocifissione con due puttini che reggono il calice per raccogliere il sangue di Cristo, di autore ignoto del XVIII sec.; una Madonna delle rose, sempre di autore ignoto, proveniente dall'oratorio dei SS. Cosma e Damiano; un affresco raffigurante Santa Eurosia, strappato dallo stesso oratorio e, infine, due dipinti del Mazzolino raffiguranti una Natività con pastori  e una Natività con i re magi, provenienti dalla vecchia parrocchiale. Notevole anche l'altare ligneo collocato davanti a quello maggiore, anch'esso proveniente dall'oratorio dei SS. Cosma e Damiano.
Di fronte alla parrocchiale è posta la statua bronzea di Antonio Maria Ceriani.
Nei pressi, in via Carozzi, si trova la cappellina del S. Crocifisso, voluta dal parroco don Luigi Malacrida nel 1891, fu terminata con l'apposizione di un crocifisso di legno, proveniente dalla chiesa dei SS. Cosma e Damiano, a ricordo della Missione tenutasi nel 1900.
Il campanile, costruito nel 1712 ospita 8 campane in sib2 fuse da tre fonditori lombardi diversi nell'arco del 1900 recentemente restaurate e rimesse il 28 luglio

### Chiesa dei Santi Cosma e Damiano

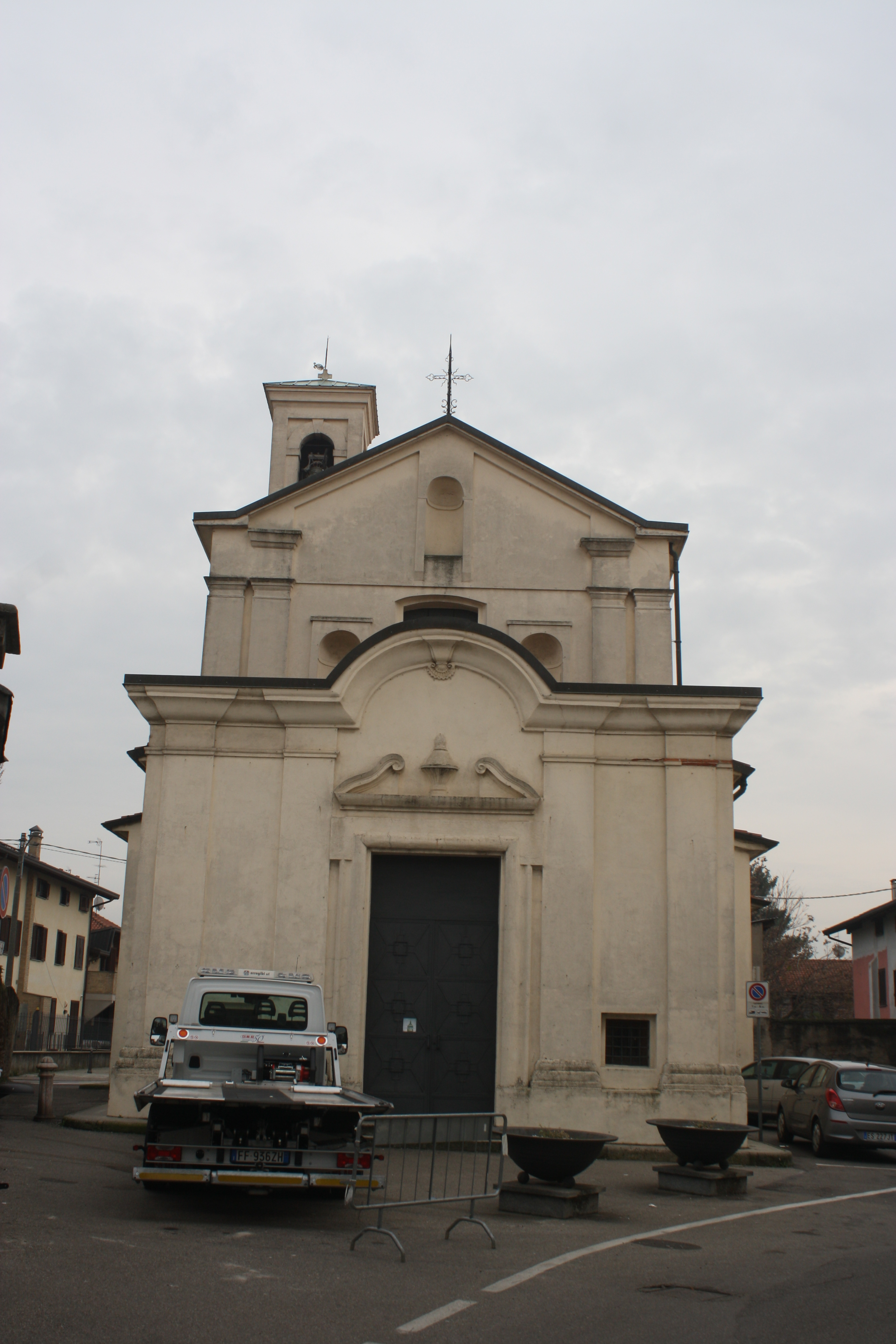
Chiesa dei Santi Cosma e Damiano.

La chiesa dei Santi Cosma e Damiano, che sorge nella via omonima, è testimoniata nel Liber Notitiae Sanctorum Mediolani sin dalla fine del XIII secolo, la dedicazione si spiega tenendo conto della funzione religiosa (tradizionalmente attribuita ai santi Cosma e Damiano) di salvaguardia per la salute spirituale e fisica degli uomini, degli animali e della natura. Dal 1610, data di erezione dell'attuale oratorio, al 1786 esso fu concesso alla confraternita del S. Rosario. La nuova facciata fu costruita tra la fine del XVII e gli inizi del XVIII sec., le volte sono a crociera con velette. Tra le opere d’arte contenute ricordiamo: sulla parete di destra un quadro di autore ignoto raffigurante la Madonna delle rose, la sinopia di S. Eurosia (l'affresco strappato si trova nella Parrocchiale), e la prospettiva di un’abside opera dei quadraturisti Bizzozzero e Garzia; infine una Madonna col Bambino, s. Antonio e s. Ausano forse del Legnanino.
Due sono le cappelle della chiesa: a destra la Cappella Crivelli con affreschi del Legnanino e del Bizzozzero (XVII sec.) raffiguranti Dio Padre in gloria con angeli e S. Pietro martire da Verona, ma di cui sono oggi visibili solo i due puttini; a sinistra la cappella del S. Crocifisso, eretta nel 1693 e affrescata dal Borroni con le figure della Maddalena e di S. Giuseppe con il Redentore. Sulla volta a botte è ancora visibile un affresco del Legnanino raffigurante la Madonna del Rosario in gloria con angeli, dipinta nel 1691, mentre gli affreschi del presbiterio, eseguiti nel 1693 dal Legnanino e dal Bizzozzero, raffigurano, a sinistra, il Martirio dei SS. Cosma e Damiano e, a destra, il Miracolo della gamba nera. L'altare in marmi policromi di Viggiù risale al 1745.

### Palazzo Crivelli-Villani e Torre del Prigioniero
Nel centro dell'abitato, in piazza S. Pietro, sorge il monumentale Palazzo Crivelli-Villani, con fastoso portale barocco, cortile colonnato, scalone, che rivela la sua origine gentilizia nonostante impropri interventi edilizi subiti nel corso del tempo. Del periodo medioevale si conservavano quattro torri (oggi ne rimane una sola in vicolo Crivelli, detta del prigioniero) che hanno portato a congetturare l'esistenza di una cinta murata, mentre secondo altre ipotesi sarebbero emergenze edilizie appartenenti a case nobiliari del periodo visconteo-sforzesco.

### Oratorio di Santa Maria del Soccorso

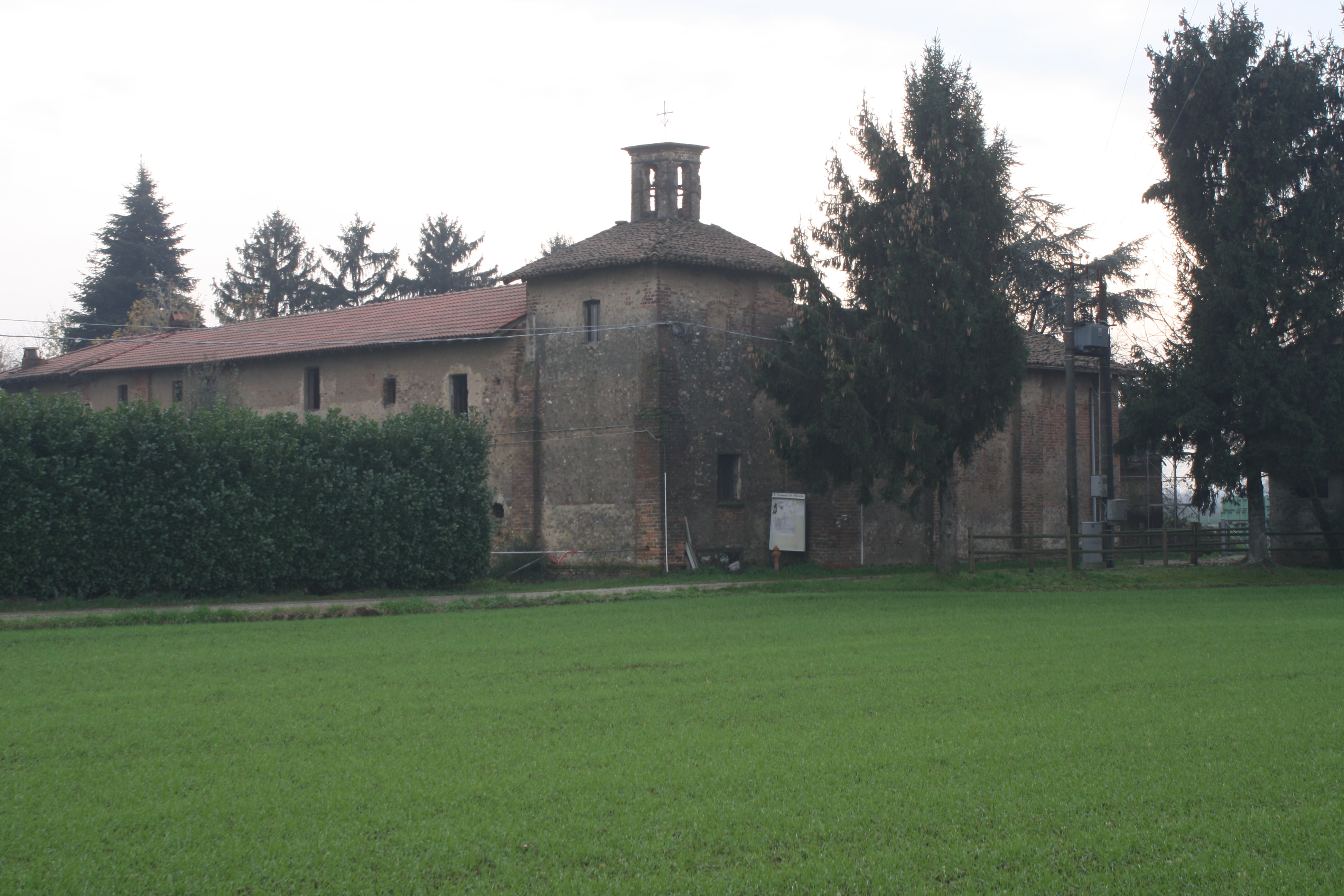
Oratorio di Santa Maria del Soccorso.

L'Oratorio di Santa Maria del Soccorso, nella cascina omonima, si presenta a navata unica con soffitto ligneo cuspidato a capriate in vista. In fondo alla chiesa l'affresco dell'abside raffigura una Madonna in trono con, ai lati, i santi Sebastiano, Antonio, Cristoforo e Rocco (tutti protettori dalla peste e dalle epidemie) attribuito a un ignoto Bernardino de Caravagis (senz'altro di scuola luinesca) in forza della firma e della datazione (1507) incise sotto il dipinto.

### Oratorio di Santa Maria delle Grazie

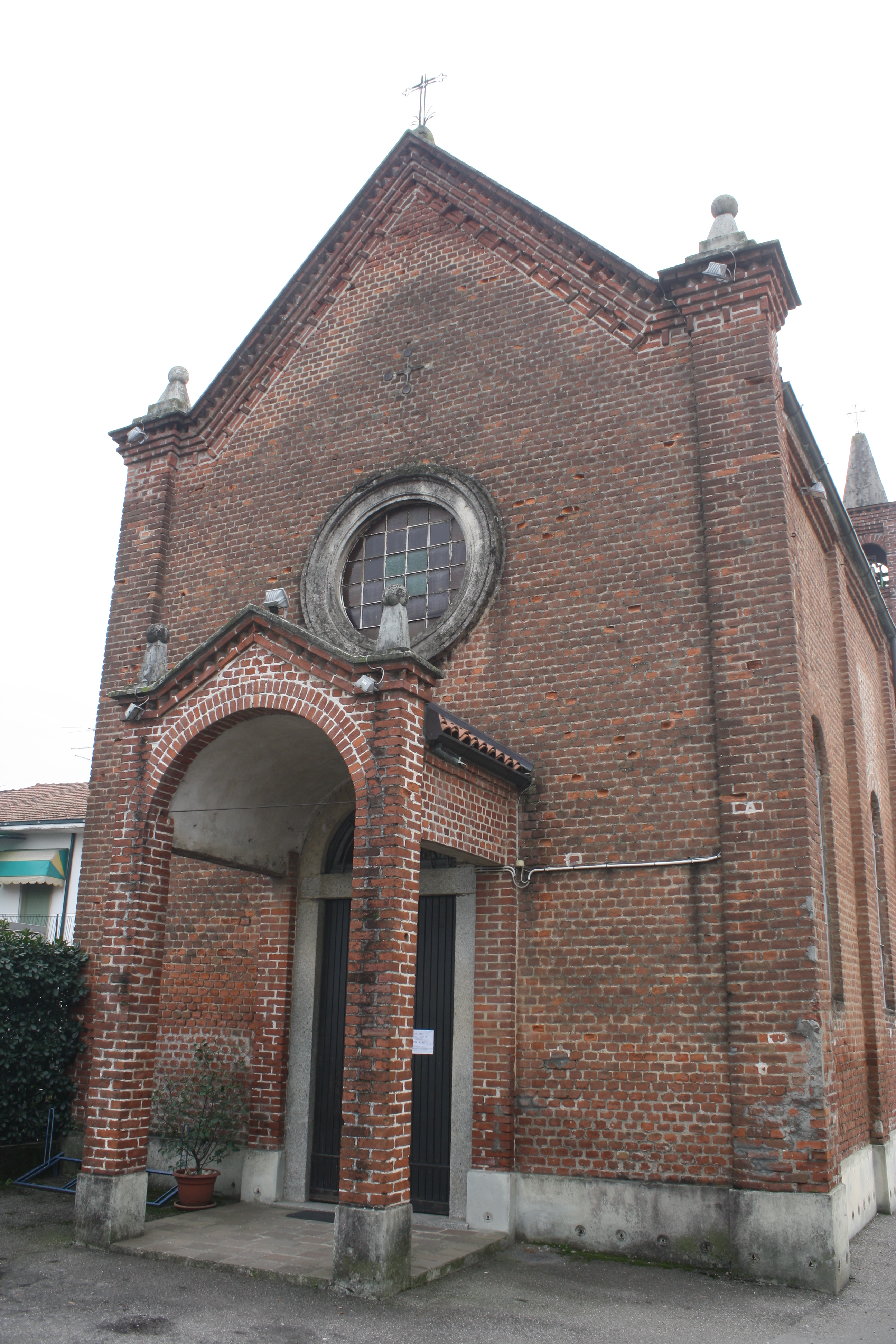
Oratorio di Santa Maria delle Grazie.

Nella vicina cascina Girola, attraversata dalle acque di una piccola roggia derivante dal fontanile di S. Giacomo in Gerenzano, è ubicato l'oratorio di S. Maria delle Grazie, il più recente tra gli edifici religiosi di Uboldo. Voluto dalla sig.ra Emilia Morandi, sorella di quell'ing. Giovanni Morandi che fu sindaco del paese ed è ricordato nella dedicazione dell'asilo infantile; il lascito è contenuto nel suo testamento datato 1901, ma fu effettivamente edificato nel 1903 dall'ing. Giulio Grassi e aperto al culto nel 1946, mentre il porticato ed il campanile furono aggiunti tra gli anni cinquanta e sessanta da mons. Giovanni Balbiani, di Saronno. L'interno è a navata unica con abside, e custodiva un notevole confessionale in noce del '700. Sulla parete destra si trova un bel quadro ad olio raffigurante Madonna in trono con Bambino, san Domenico e san Francesco, opera di un certo Sibella datato 1888, il quale stava sopra l'altare prima della realizzazione degli affreschi del pittore Fumagalli nel 1950.

### Oratorio di S. Castriziano
L'oratorio di S. Castriziano alla cascina Regosella con affreschi di autore ignoto, si trova al di là del torrente Bozzente; il committente fu il marchese Vismara nel 1543. La prima dedicazione era alla Madonna di Loreto cui subentrò, nel Settecento, quella a san Castriziano. Le prime notizie dell'oratorio risalgono ad una visita pastorale di San Carlo del 1570. Travagliate le vicende legate all’effettivo esercizio del culto, a causa della sua lontananza dalla parrocchiale: solo agli inizi del Seicento si decise di sottoporla a tutti gli effetti al parroco di Uboldo.

### Cappella del Lazzaretto
La Cappella del Lazzaretto, la quale dà il nome all'omonima contrada, fu costruita nel 1723 per volontà del priore Crivelli, a destra della strada che porta a Gerenzano, a ricordo dei morti nella peste del 1630. Importante l'affresco votivo dipinto nel 1730 dal Perego e raffigurante l'immagine della Beata Vergine con i santi Sebastiano e Rocco, poi restaurato ad alterne riprese negli anni 1913, 1938 e 1978.

## Società

### Evoluzione demografica
Abitanti censiti

### Etnie e minoranze straniere
Secondo i dati ISTAT al 31 dicembre 2009 la popolazione straniera residente era di 641 persone. Le nazionalità maggiormente rappresentate in base alla loro percentuale sul totale della popolazione residente erano:
- Albania 119 1,15%
- Marocco 116 1,12%
- Romania 110 1,07%

## Cultura

### Palio di Uboldo
Ogni anno a Uboldo, tra la prima e la seconda settimana di giugno, si svolge il Palio, che vede scontrarsi le quattro contrade di Bell, Lazzarett, San Cosma e Taron. La manifestazione si è svolta dal 1975 al 1992, per poi riprendere dal 2005. Le edizioni del 2020 e 2021 non si sono svolte a causa delle restrizioni dovute alla pandemia di COVID-19.

## Infrastrutture, trasporti e comunicazioni

### Ferrovie
Il comune di Uboldo non è direttamente servito da stazioni ferroviarie: l'impianto più vicino è la stazione di Saronno, gestita da Ferrovienord e servita dalla ferrovia Milano-Saronno.

### Trasporti pubblici
Il comune di Uboldo è attraversato dalle autolinee Z113 Rho FS (linee S S5 e S6) - Lainate - Origgio - Uboldo - Saronno Ferrovienord (linee S S1 e S3) e Z112 Legnano (ospedale) - Rescaldina (dir. Rescalda) - Uboldo - Saronno Ferrovienord (linee S S1 e S3) gestori AirPullman e Movibus.

## Amministrazione
Elenco dei sindaci del comune di Uboldo dal secondo dopoguerra
| 1950–1960 | Tito Zaffaroni   | DC                                |
| 1960–1970 | Mario Giani      | DC                                |
| 1970–1975 | Mario Piazza     | DC                                |
| 1975–1978 | Natale Cattaneo  | DC                                |
| 1978–1980 | Carlo Caprera    | DC                                |
| 1980–1990 | Vittorio Greco   | DC-PSI-PSDI, poi DC-PSDI-PDS      |
| 1990–1993 | Daniela Ceriani  | PRI-PSDI-PSI-PDS, poi PRI-DC-PSDI |
| 1993      | ?                | Commissario prefettizio           |
| 1993–2002 | Roberto Ceriani  | Lega Nord                         |
| 2002–2007 | Mario Piazza     | Il Centrosinistra di Uboldo       |
| 2007      | Lorenzo Guzzetti | lista civica Uboldo al centro     |
| 2007–2009 | Annunziato Vardè | Commissario prefettizio           |
| 2009–2019 | Lorenzo Guzzetti | lista civica Uboldo al centro     |
| 2019–     | Luigi Clerici    | Centrodestra di Uboldo            |

## Realtà aziendali
Nonostante Uboldo sia un comune di 10 mila abitanti, presenta numerose realtà aziendali anche importanti. Queste aziende rappresentano il cuore del tessuto industriale ed economico di Uboldo, contribuendo allo sviluppo locale e all'export di prodotti Made in Italy in tutto il mondo.
Di seguito sono riportate alcune delle aziende più rilevanti:
- A.D.R. Group: società specializzata nella progettazione e produzione di assali, sospensioni e sistemi frenanti per rimorchi agricoli e industriali. Fondata nel 1954, ha espanso la sua attività a livello globale.
- LU-VE Group: Fondata nel 1985, l'azienda ha la sua sede principale a Uboldo e opera a livello globale con numerosi stabilimenti produttivi e centri di ricerca in ambito di condizionamento e scambiatori di calore. L'azienda è inoltre quotata in Borsa Italiana.
- Sicad Group: Fondata nel 1972, ha la propria sede principale a Uboldo e fa parte del Gruppo SICAD, che conta filiali in diversi paesi. L'azienda produce e commercializza una vasta gamma di nastri adesivi con vari supporti.